# Fonnåsfjellet
Fonnåsfjellet er et bjergmassiv i Tynset og Rendalen kommuner i Innlandet fylke i Norge. Massivet er 20 km langt i nord-sydlig retning, og op til 10 km bredt mod nord. Det ligger mellem de øvre to tilløb Tysla og Finnstadåa (Unsetåa) til floden Rena-elva i dens nordlige denne. Vest for massivet – på anden side af Tysla i Tylldalen, ligger Jutulhogget. Vandmasserne som brød igennem isen og udgravede Jutulhogget, var altså opdæmmet i Tylldalen mod Fonnåsfjellet. Nordvest for fjeldmassivet ligger den store fjeldstruktur Tronfjellet på 1.666 moh. Nærmeste by er Tynset 10 km længere mod nord.
Fonnåsfjellet har en række topper med fem hovedformationer, hvoraf den højeste er 1.168 meter over havet. De fem hovedfjelde er, regnet fra nord, disse:
- Storvola (1.067 m), Tynset kommune
- Eggevola (1.129 m), Tynset kommune
- Kommeren (1.168 m), Tynset kommune
- Skorsåhøgdan (1.034 m), Tynset og Rendalen kommuner
- Fonnåsfjellet (969 m), Rendalen kommune